# حسان ریشه
حسان ریشه ((به انگلیسی: Hassan Risheh) و (به عربی: حسان ريشة)) سفیر سوریه در روسیه است.